# آستان امامزاده زکریا
آستان امامزاده زکریا مربوط به دوره صفوی است و در شهرستان قم، بخش خلجستان، روستای عیسی آباد واقع شده است. این اثر در تاریخ ۵ آذر ۱۳۸۰ با شمارهٔ ثبت ۴۴۲۰ به عنوان یکی از آثار ملی ایران به ثبت رسیده است.